# 3447 Burckhalter
3447 Burckhalter је астероид чија средња удаљеност од Сунца износи 1,991 астрономских јединица (АЈ).
Апсолутна магнитуда астероида је 12,6.